# Đại học Thái Nguyên
Đại học Thái Nguyên (tiếng Anh: Thai Nguyen University – TNU) là một trong ba hệ thống đại học vùng của Việt Nam, được xếp vào nhóm đại học trọng điểm quốc gia, được đánh giá là một trong 17 trường/nhóm trường đại học tốt nhất tại Việt Nam và là một trụ cột trong hệ thống giáo dục bậc cao của Việt Nam.
Trường được thành lập ngày 4 tháng 4 năm 1994 theo Nghị định số 31/CP của Chính phủ. Ngoài đào tạo, Đại học Thái Nguyên đồng thời là trung tâm nghiên cứu lớn nhất khu vực Trung du và miền núi phía Bắc Việt Nam trên các lĩnh vực: khoa học kỹ thuật, công nghệ, kinh tế, khoa học tự nhiên, xã hội và nhân văn, sư phạm, ngoại ngữ và y học.

## Ban Giám đốc

### Giám đốc:
- PGS. TS. Hoàng Văn Hùng.

### Phó Giám đốc:
- PGS. TS. Trần Thanh Vân.
- PGS. TS. Nguyễn Hữu Công.
- TS. Nguyễn Hồng Liên

## Các đơn vị giáo dục thành viên

### 1.Trường Đại học Sư phạm.
Địa chỉ: Phường Quang Trung, Thành phố Thái Nguyên.
Website: tnue.edu.vn
Hiệu trưởng: PGS.TS Mai Xuân Trường.

### 2.Trường Đại học Nông Lâm.
Địa chỉ: Đường Mỏ Bạch, Thành phố Thái Nguyên.
Website: tuaf.edu.vn.
Hiệu trưởng: PGS. TS. Nguyễn Hưng Quang.

### 3.Trường Đại học Kỹ thuật Công nghiệp.
Địa chỉ: Đường 3 - 2, Phường Tích Lương, Thành phố Thái Nguyên.
Website: tnut.edu.vn.
Hiệu trưởng: PGS. TS. Đỗ Trung Hải.

### 4.Trường Đại học Y - Dược.
Địa chỉ: Số 284, Đường Lương Ngọc Quyến. Thành phố Thái Nguyên.
Website: tump.edu.vn.
Phụ trách trường: PGS. TS. Nguyễn Tiến Dũng.

### 5.Trường Đại học Kinh tế và Quản trị Kinh doanh.
Địa chỉ: Phường Tân Thịnh, Thành phố Thái Nguyên, Tỉnh Thái Nguyên.
Website: tueba.edu.vn.
Hiệu trưởng Nhà trường: PGS. TS. Đinh Hồng Linh.

### 6.Trường Đại học Khoa học.
Địa chỉ: Xã Quyết Thắng, TP Thái Nguyên.
Website: tnus.edu.vn.
Hiệu trưởng: PGS. TS. Nguyễn Văn Đăng.

### 7.Trường Đại học Công nghệ thông tin và Truyền thông.
Địa chỉ: Xã Quyết Thắng, TP Thái Nguyên.
Website: ictu.edu.vn.
Hiệu trưởng: PGS. TS. Phùng Trung Nghĩa.

### 8. Trường Ngoại ngữ.
Địa chỉ: Xã Quyết Thắng, TP Thái Nguyên.
Website: sfl.tnu.edu.vn.
Hiệu trưởng: TS. Lê Hồng Thắng.

### 9. Trường Cao đẳng Kinh tế - Kỹ thuật.
Địa chỉ: Tổ 15, phường Thịnh Đán, TP Thái Nguyên.
Website: tec.tnu.edu.vn.
Hiệu trưởng: TS. Ngô Xuân Hoàng.

## Các đơn vị sự nghiệp phục vụ
1. Nhà Xuất bản.
2. Trung tâm Số.
3. Trung tâm Khảo thí và Quản lý Chất lượng giáo dục.
4. Trung tâm Giáo dục Quốc phòng và An ninh.
5. Trung tâm Đào tạo từ xa.
6. Trung tâm FEMMA.
7. Trung tâm đào tạo, bồi dưỡng và Phát triển nguồn nhân lực.

## Liên kết
- Trang chủ Đại học Thái Nguyên Lưu trữ ngày 21 tháng 2 năm 2010 tại Wayback Machine